# تايلور هيكس
تايلور هيكس (بالإنجليزية: Taylor Hicks) (و. 1976  م) هو موسيقي، ومغني، ومغن ومؤلف أمريكي، ولد في ميرامار، فلوريدا.

## التعليم
تعلم في جامعة أوبرن.

## وصلات خارجية
- تايلور هيكس على موقع IMDb (الإنجليزية)
- تايلور هيكس على موقع ميوزك برينز (الإنجليزية)
- تايلور هيكس على موقع قاعدة بيانات برودواي على الإنترنت (الإنجليزية)
- تايلور هيكس على موقع إن إن دي بي (الإنجليزية)
- تايلور هيكس على موقع أول ميوزيك (الإنجليزية)
- تايلور هيكس على موقع ديسكوغز (الإنجليزية)
- تايلور هيكس على موقع قاعدة بيانات الفيلم (الإنجليزية)

- تايلور هيكس في قاعدة بيانات الأفلام على الإنترنت